# Біла смерть (фільм)
Біла смерть (англ. China White) — гонконгський трилер 1989 року.

## Сюжет
Два брата, Бобі і Денні Чоу — досить впливові китайські гангстери, які ведуть бізнес в Чайна-тауні Амстердама. Однак справи у них йдуть не дуже добре — їх дядько, що заправляє всією організацією, не бажає починати війну за територію, а якщо це не зробить він, це зроблять інші. Наприклад, мерзотник Скалія, який вирішив усунути конкурентів раз і назавжди.

## У ролях
| Актор             | Роль       |
| ----------------- | ---------- |
| Расселл Вонг      | Бобі Чоу   |
| Стівен Вінсент Лі | Денні Чоу  |
| Ліза Шраг         | Енн Майклз |
| Біллі Драго       | Скалія     |
| Ка-Куі Хо         | Фонг       |
| Віктор Хон        | One Hand   |
| Квонг Люн Вонг    | Mute       |
| Фенг Ку           | дядя Чі    |
| Рікі Хо           | Конг       |
| Френк Шеппард     | Растаом    |